# Ядерный энергетический реактор

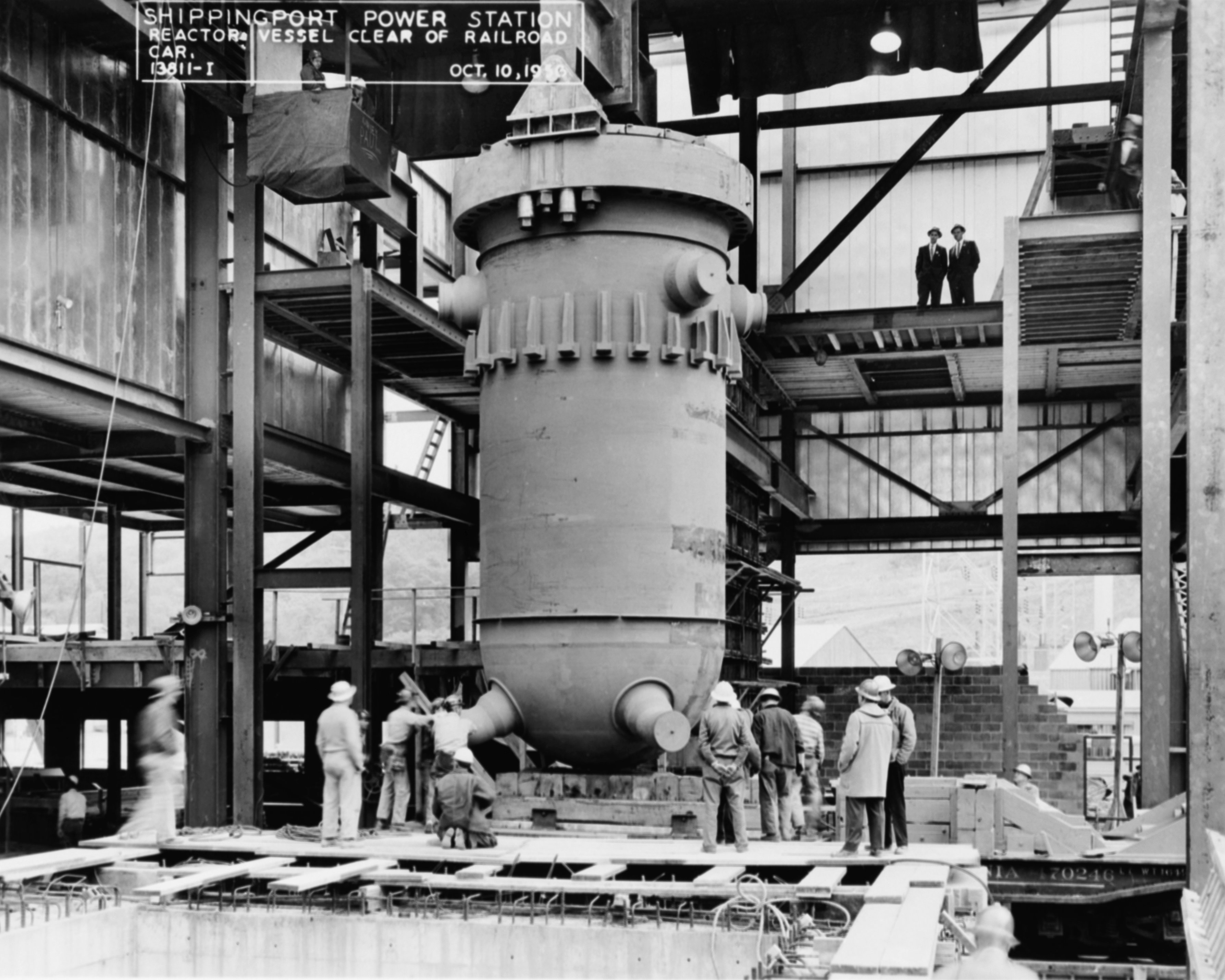
АЭС Шиппингпорт, 1956 год. Монтаж первого энергетического водо-водяного реактора

Энергетический реактор (англ. Power reactor) — ядерный реактор, главным назначением которого является выработка энергии (тепловой и, с помощью турбоагрегата, электрической). В мире эксплуатируется 437 энергетических реакторов, в основном на атомных электростанциях. Большинство энергетических реакторов — водо-водяные, почти все — на тепловых нейтронах. Первый в мире энергетический реактор, графито-водный АМ-1, был запущен в 1954 году на Обнинской АЭС.
Некоторые энергетические реакторы являются многоцелевыми, например реакторы на быстрых нейтронах могут нарабатывать делящиеся изотопы. Многие ранние энергетические реакторы предназначались в основном для экспериментов, например обнинский АМ-1.
Энергетические реакторы, предназначенные для снабжения энергией двигателей транспортных средств, выделяются в отдельную группу — транспортные реакторы. Широко применение нашли морские транспортные реакторы, применяющиеся на подводных лодках и различных надводных судах, а также реакторы, применяющиеся в космической технике.